# Passo di Tascusì
Il passo di Tascusì (Arcu de Tascusì o Arcu'e Tascusì in sardo, 1245 m s.l.m.) è il secondo più alto valico automobilistico della Sardegna dopo il passo di Correboi, appena un metro più alto sebbene ormai poco utilizzato per il traffico stradale dopo l'apertura dell'omonima galleria.
Situato nel massiccio del Gennargentu in provincia di Nuoro si trova nel comune di Desulo lungo la strada provinciale 7 che conduce a Fonni e separa la Barbagia di Belvì da quella di Ollolai. Al valico incrocia anche la strada Cossatzu-Tascusì, che da Aritzo prosegue per Tonara, e quella che conduce agli impianti in località  S'Arena del comprensorio sciistico Bruncu Spina.
Oltre che per i tradizionali usi di pascolo e transumanza, il valico è oggi meta soprattutto di mototuristi e cicloturisti. Sono presenti diverse attività commerciali, la chiesa della Madonna della Neve, edificata nel 1920 insieme ai soldati della Brigata Sassari in ricordo degli ambulanti desulesi morti nell'inverno del 1913, e poco distante il nuraghe  Ura 'e Sole o  Bruncu, che è il più alto dell'isola a circa 1300 m s.l.m.
Il 22 gennaio 1984 sul passo è stato inaugurato il monumento a Sa Balentìa dell'artista Gianni Argiolas, raffigurante il cavallo che permise a due dei cinque mercanti di desulesi di sopravvivere alla tempesta di neve, rappresentando la balentia come lotta per la vita.